# Contea di Grant (Nuovo Messico)
La contea di Grant, in inglese Grant County, è una contea dello Stato del Nuovo Messico, negli Stati Uniti. La popolazione al censimento del 2010 era di 29 514 abitanti. Il capoluogo di contea è Silver City.

## Geografia fisica

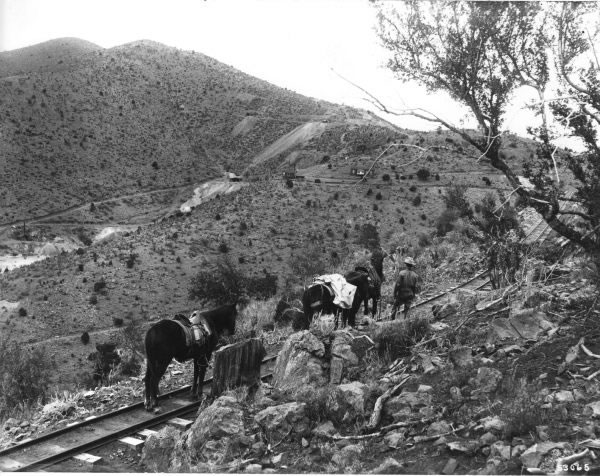
Narrow-gauge railroad to the mines at Pinos Altos

Secondo lo United States Census Bureau, la contea ha una superficie di 10277 km² di cui 10262 km² è suolo (99,90 %) e 15,00 km² (0,10%) acque interne.
La contea si trova nel sud-ovest dello Stato, al confine con l'Arizona ed è attraversata dallo spartiacque continentale delle Americhe. La parte ampia settentrionale della contea si colloca nell'altopiano del Colorado. Qui si trovano diverse catene montuose, tra cui i Monti Mogollón, Black Range e Mimbres Range. Il fiume Gila scorre verso ovest nel nord della contea. La parte meridionale, lunga e stretta, include le Big Burro Mountains.

### Contee confinanti
- Contea di Catron - nord
- Contea di Sierra - est
- Contea di Luna - sud-est
- Contea di Hidalgo - sud
- Contea di Greenlee (Arizona) - ovest

## Storia
L'area è stata abitata da Apache nomadi per secoli. La contea è stata fondata nel 1868 e prende il nome da Ulysses S. Grant, 18º presidente degli Stati Uniti.

## Geografia antropica

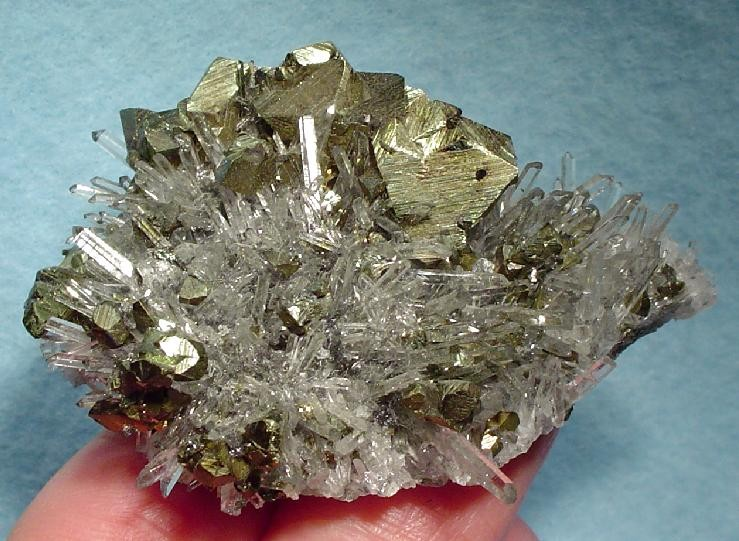
Esemplare di calcopirite in aghi di quarzo needles, dal vecchio Groundhog Mine, tra Bayard e il Chino mine.

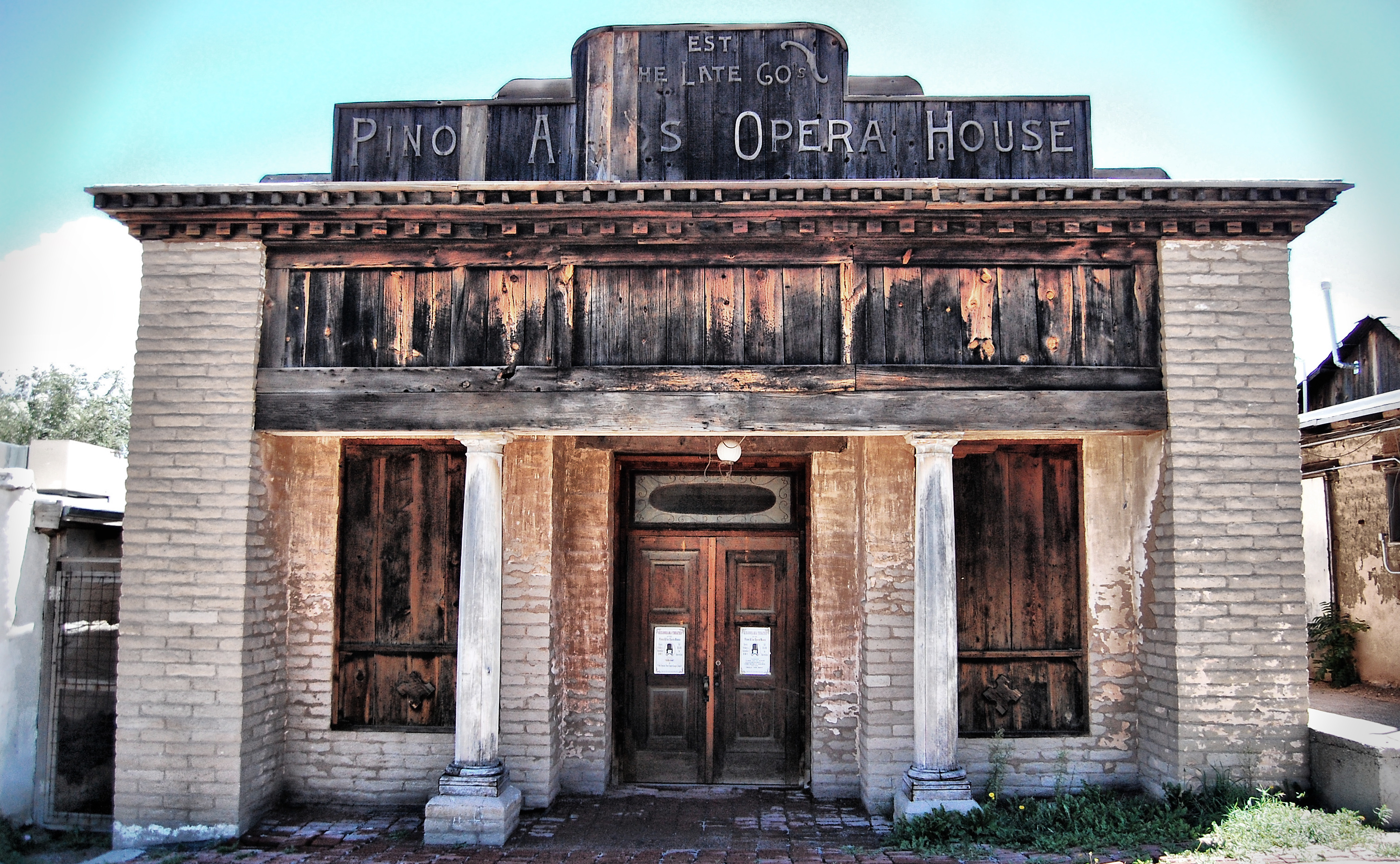
The old Pinos Altos Opera House

### City
- Bayard

### Towns
- Hurley
- Silver City (capoluogo)

### Village
- Santa Clara

### Census-designated places
- Arenas Valley
- Buckhorn
- Cliff
- Cobre
- Faywood
- Gila
- Gila Hot Springs
- Hachita
- Hanover
- Lake Roberts
- Lake Roberts Heights
- Little Walnut Village
- Mimbres
- North Hurley
- Pinos Altos
- Redrock
- Rosedale
- San Lorenzo
- Trout Valley
- Tyrone
- White Signal